# Prairiana ponderosa
Prairiana ponderosa är en insektsart som beskrevs av Ball 1920. Prairiana ponderosa ingår i släktet Prairiana och familjen dvärgstritar. Utöver nominatformen finns också underarten P. p. longiora.